# 無家者世界盃足球賽

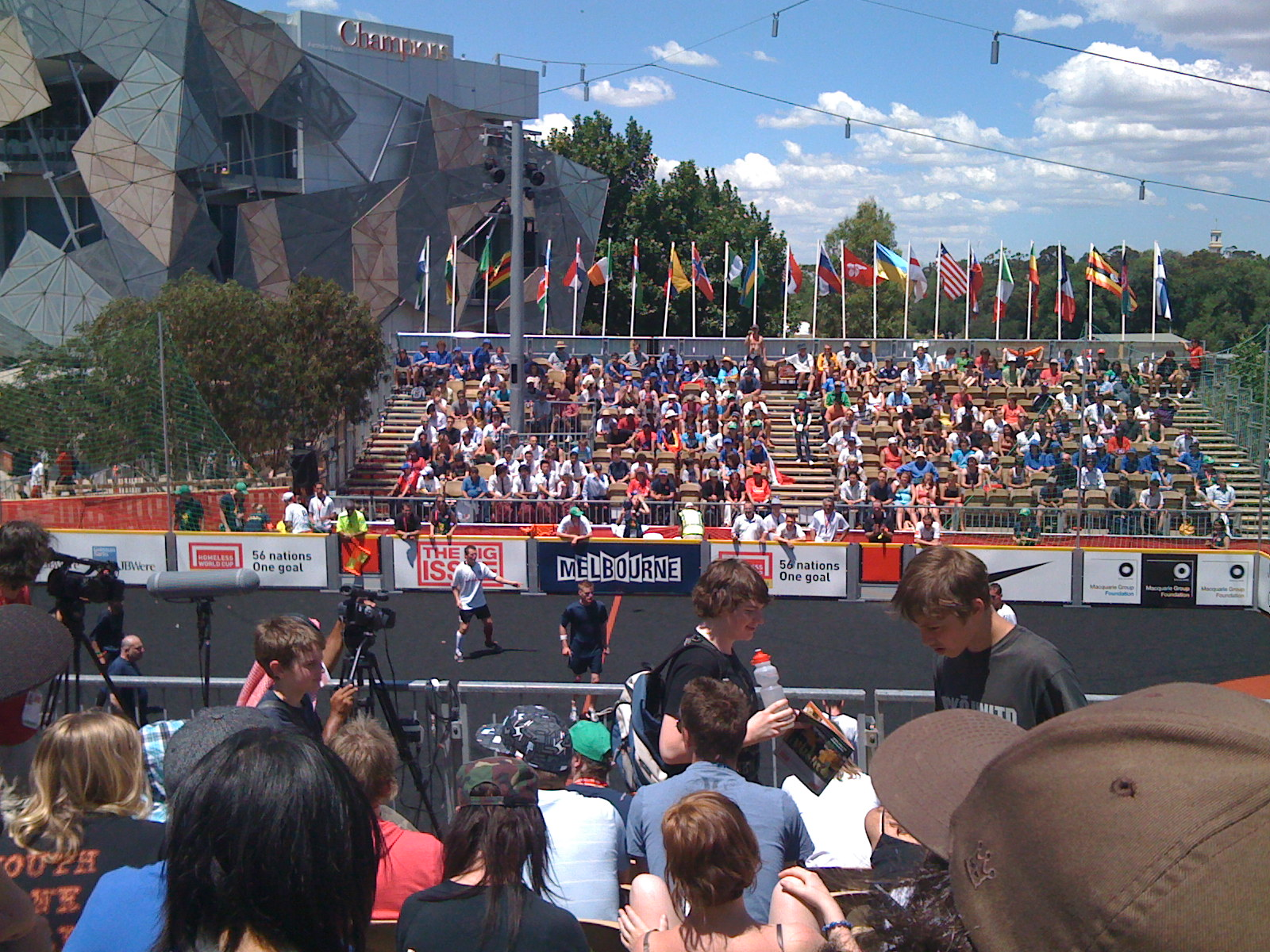
2008年在墨爾本舉行的比賽

無家者世界盃（The Homeless World Cup），又稱為露宿者世界盃，是一項由名為“國際街頭報紙網絡”（International Network of Street Papers，簡稱INSP）的組織所舉辦的國際性足球賽事，特點是參賽者全為無家可歸的露宿者。組織希望以足球這項世界知名的運動作為露宿者與社會交流的橋樑，從而喚起社會對全球窮困以及無家可歸者的關心和注意。賽事由2003年起開始舉辦，以一年一度方式進行。

## INSP
INSP是一個國際知名的組織，專為無家可歸者提供服務和機會，以令他們能重投社會。例如最著名的是在街頭售賣他們的報紙雜誌，而露宿者則可從刊物的售價中得到50%的援助。現時INSP的成員遍佈28個國家。

## 歷史

### 2003年
首屆露宿者世界盃在2003年7月於奧地利的格拉茨（Graz）舉行。總共有18個國家參與，進行了109場比賽，並共有20,000名觀眾觀看賽事。最後，由東道主奧地利獲得冠軍。
最後賽果排名為（前十名）:
1. 奧地利
2. 英格蘭
3. 荷蘭
4. 巴西
5. 意大利
6. 丹麥
7. 南非
8. 瑞典
9. 美國
10. 斯洛伐克

及後，事實證明了這項賽事是頗為成功的，因為在參賽的141名的參賽者中有31名現在都有穩定的工作和收入。

### 2004年
此屆賽事在2004年7月於瑞典哥登堡（Gothenburg）舉行，參賽隊伍亦由首屆的18隊增加到29隊。上屆冠軍奧地利決賽不敵意大利，衛冕失敗。本屆賽事出現首支亞洲球隊，日本參加此項賽事。
最後賽果排名為（前十名）:
1. 意大利
2. 奧地利
3. 波蘭
4. 蘇格蘭
5. 俄羅斯
6. 英格蘭
7. 瑞典
8. 南非
9. 丹麦
10. 乌克兰

- 公平競技獎: 日本
- 最佳守門員: 奇雲．威爾遜 （Kevin Wilson） 英格蘭
- 金靴獎: 艾達曼高．耶夫根 （Adamenko Yevgen） 烏克蘭，53球

### 2005年
此屆賽事在2005年7月於蘇格蘭愛丁堡（Edinburgh）舉行。此屆賽事原本打算由美國紐約主辦的，但由於主辦單位恐防露宿者在取得美國簽証方面有問題，故此將賽事移師到蘇格蘭進行。本屆賽事有32支隊伍參賽，另再有一支亞洲球隊香港參賽。意大利於決賽擊敗波蘭，成功衛冕。
最後賽果排名為（前十名）:
1. 意大利
2. 波蘭
3. 烏克蘭
4. 蘇格蘭
5. 愛爾蘭
6. 荷蘭
7. 澳大利亞
8. 奧地利
9. 英格蘭
10. 葡萄牙

- 公平競技獎: 美國（第27名）
- 最佳新球隊: 澳大利亞

### 2006年
此屆賽事在2006年9月於南非的開普敦舉行。本屆賽事有48支隊伍參賽。
最後賽果排名為（前四名）:
1. 俄羅斯
2. 哈薩克
3. 波蘭
4. 墨西哥

### 2007年
此屆賽事在2007年7月於丹麥的哥本哈根舉行。本屆賽事有48支隊伍參賽。
最後賽果排名為（前四名）:
1. 蘇格蘭
2. 波蘭
3. 利比里亞
4. 丹麥

### 2008年
此屆賽事在2008年12月於澳洲的墨爾本舉行。本屆賽事有56支隊伍參賽。
最後賽果排名為（前四名）:
1. 阿富汗
2. 俄羅斯
3. 加納
4. 蘇格蘭

### 2009年
此屆賽事在2009年9月6日至13日於意大利的米蘭舉行。本屆賽事有48支隊伍參賽。
最後賽果排名為:
1. 烏克蘭
2. 葡萄牙

## 比賽詳情

### 球員資格
參賽者必須為:
- 16歲或以上的男性或女性
- 上屆賽事完結之後成為露宿者的人士 或
- 以街頭賣INSP出版的刊物為主要收入的人士 或
- 尋求政治庇護的人士（包括沒有得到庇護或沒有獲發工作證的人士）

### 參賽人數
球場上每隊最多只能有四名球員在陣: 
- 3名球員及1名守門員
- 4名後備球員（可循環調配）

### 比賽規則
- 勝方得3分，負方0分。和局需以即時死亡的點球決勝，如以點球決勝的賽事，勝方3分，負方1分。
- 賽事全場時間為14分鐘。
- 球場面積為20米長和14米闊。

## 外部連結
- 賽事官方網站 （页面存档备份，存于）
- 香港代表隊簡介 （页面存档备份，存于）
- 無家者世界盃香港區賽事主頁